# جياني أوليفا
جياني أوليفا هو صحفي ومؤرخ وسياسي إيطالي، ولد في 26 أكتوبر 1952 في تورينو في إيطاليا. نشط حزبياً في الحزب الديمقراطي اليساري.